# Gypsy
|  | Per a altres significats, vegeu «La reina del vodevil». |

Gypsy és un musical de 1959 amb música de Jule Styne, lletres de Stephen Sondheim i llibret d'Arthur Laurents. Gypsy es basa vagament en les memòries de 1957 de Gypsy Rose Lee, la famosa artista de striptease, i se centra en la seva mare, Rose, el nom de la qual ha esdevingut sinònim de "la darrera mare del món de l'espectacle". Segueix els somnis i els esforços de Rose per aixecar dues filles per actuar a l'escenari i llança un ull afectuós a les dificultats de la vida del món de l'espectacle. El personatge de Louise es basa en Lee, i el personatge de June es basa en la germana de Lee, l'actriu June Havoc.
El musical conté moltes cançons que es van convertir en estàndards populars, incloent "Everything's Coming up Roses", "Together (Wherever We Go)", "Small World", "You Gotta Get a Gimmick", "Let Me Entertain You", "All I Need Is the Girl", i "Rose's Turn".
Es considera sovint un dels èxits coronadors de la forma artística del teatre musical convencional de mitjans del segle xx, sovint anomenat el llibre musical. Gypsy ha estat referit com el millor musical nord-americà per nombrosos crítics i escriptors, entre ells Ben Brantley («el que pot ser el més gran de tots els musicals americans...») and Frank Rich. Rich va escriure que «"Gypsy" no és res, si no, la pròpia resposta de Broadway, poc probable per al "rei Lear""». El crític de teatre Clive Barnes va escriure que «Gypsy és un dels millors musicals ...» i va descriure a Rose com «un dels pocs personatges realment complexos del musical nord-americà».

## Rerefons
Fer un musical basat en les memòries de Gypsy Rose Lee era un projecte del productor David Merrick i de l'actriu Ethel Merman. Merrick havia llegit un capítol de les memòries de Lee al Harper's Magazine i es va acostar a Lee per obtenir els drets. Jerome Robbins estava interessat i volia que Leland Hayward en fos co-productora; Merman també volia que Hayward produís el seu proper espectacle. Merrick i Hayward es van dirigir a Arthur Laurents perquè escrivís el llibret. Segons ell, Laurents inicialment no estava interessat fins que va veure que la història era un dels pares que vivien la vida dels seus fills. Els compositors Irving Berlin i Cole Porter van rebutjar el projecte. Finalment, Robbins li ho va demanar a Stephen Sondheim, que estigué d'acord en fer-ho. Sondheim havia treballat amb Robbins i Laurents al musical West Side Story. No obstant això, Merman no volia un compositor desconegut i volia que Jule Styne escrivís la música. Encara que Sondheim inicialment es va negar a escriure només les lletres, va ser persuadit per Oscar Hammerstein que acceptés la feina.

## Sinopsi

### Acte I
Rose i les seves dues filles, Baby June i Louise, actuen al circuit de vodevil al voltant dels Estats Units a principis dels anys vint. Rose, l'arquetip d'una mare escènica, és agressiva i dominant, empenyent els seus fills a actuar. Mentre que June és una estrella infantil extrovertida i talentosa, la noia gran, Louise, és tímida. El número infantil té una cançó,, "May We Entertain You", que canten una vegada i una altra, amb June sempre com a peça central i Louise sovint com un dels "nois" ("Baby June i els seus Newsboys"). Rose té grans somnis per a les noies, però troba contrarellats, com ara intentar per demanar prestat diners al seu pare ("Some People"). Quan Rose es troba amb un ex-agent, Herbie, ella el persuadeix de convertir-se en el seu gerent fent servir els seus dots seductors i femenins ("Small World"). Les nenes creixen, i ara es presenta com Dainty June i el seu acte té l'oportunitat de representar-lo per a Mr. Goldstone del Orpheum Circuit ("Mr. Goldstone, I Love You"). Mentrestant, Louise celebra el seu aniversari sol i demana el seu regal d'aniversari, un xai quina edat té aquest any ("Little Lamb"), després que Rose rebutgi la proposta matrimonial de Herbie, considera en deixar-la, però ella afirma que mai no podria escapar-se d'ella ("You Never Get Away From Me").
Ara es titula "Dainty June and Her Farmboys", el número finalment actua al Circuit Orpheum ("Dainty June and Her Farmboys"). A June aviat li ofereixen un lloc a una escola d'arts escèniques després d'una audició. No obstant això, Rose es nega a desfer el número. Louise i June fantasien amb el que seria la vida si Rose estigués casada i acabés amb l'espectacle ("If Momma Was Married"). Alguns mesos més tard, encara a la carretera de show en show, Tulsa, un dels nois de l'acte, confia a Louise que ha estat treballant en el seu propi número ("All I Need Is the Girl"), i Louise fantasieja que ella i ell poguessin fer l'acte junts. Poc després, manca June i, en una nota, explica que ha emmalaltit per la seva mare i de les interminables gires i que ha fugit amb Tulsa i faran un nou número. Rose se sent ferida, però optimista anuncia que farà de Louise una estrella proclama que "Tot és arribar a les roses".

### Acte II
Louise és ara una dona jove, i Rose ha creat una palesa imitació de Dainty June per ella. Utilitzant totes les noies, Rose i Herbie intenten valerosament vendre "Madame Rose's Toreadorables" a una indústria de vodevil que s'esveix. Tanmateix, encara estan junts ("Together, Wherever We Go"). Sense lloc al vodevil, Louise i el seu acte de segona classe finalitzen accidentalment a un teatre de burlesque de Wichita, Kansas, com a mitjà per dissuadir les incursions policials. Rose està angoixada, ja que veu el que significa una reserva en burlesque per als seus somnis d'èxit, però Louise la persuadeix que dues setmanes de pagament pel nou acte és millor que la desocupació.
A mesura que es presenten a Louise, tres dels strippers de la companyia l'aconsellen sobre el que es necessita per ser un stripper amb èxit, un "truc", cosa que "fa que la seva actuació especial" ("You Gotta Get a Gimmick"). A bastidors, Rose proposa el matrimoni amb Herbie. Li demana que dissolgui el número i que Louise tingui una vida normal, i ella accepta de mala gana que accepta casar-se el dia després que el seu xou es tanqui. L'últim dia de la reserva, la stripper estrella del show burlesque és arrestada per sol·licitud. Desesperada, Rose no es pot resistir a la necessitat de donar a Louise un altre cop cap al estrellat, i ella presenta com a voluntària a Louise per a que faci strip tease a reemplaçament d'última hora. Louise es mostra trista pel que ha de fer per l'amor vers la seva mare i Herbie se sent desagradat per fins a quin punt Rose ha caigut i que finalment es dirigeix cap a ella ("Small World" (Reprise)). Encara que es mostra reticent, Louise continua, assegurada per Rose, que no necessita despullar-se, sinó simplement caminar amb elegància i burlar-se deixant caure una sola espatlla. Tímida i vacil·lant, canta una versió de la vella cançó del número infantil, "May We Entertain You?". Ella només es treu el seu guant, però parla directament amb el seu "públic", que es converteix en el seu "truc" ("Let Me Entertain You" "(Gypsy Strip Tease)").
Louise se sent segura, sempre seguint els consells de la seva mare per "Fer-los demanar més, i després no els ho donguis!" La cançó es converteix en més descarada i provocativa, i cada vegada cauen més peces de roba. Finalment, Louise es converteix en una gran estrella del burlesque i no necessita més la seva mare. Rose i Louise, que s'ha convertit en la sofisticada "Gypsy Rose Lee", tenen una relació amarga. Rose, sentint-se trista, inútil i amarga, revela que la veritable motivació per a totes les seves accions ha estat viure de manera indirecta a través de les seves filles, per perseguir l'estrellat que volia per ella mateixa, i no per als seus fills ("Roses Turn"). Ella s'adona que ha fet fora a June, Herbie i ara possiblement a Louise. Mostra el talent que podria haver estat en diferents circumstàncies, ja que el nom "Rose" parpelleja en llums de neó. Després d'admetre-ho a Louise, mare i filla s'apropen cap a una reconciliació al final.
Als revivals de Broadway de 1974 i 2008, encara que la darrera escena del diàleg roman, no hi ha cap final feliç, sinó una cosa trista i trista, ja que totes les esperances de reconciliació de Rose i Louise queden apartades quan Louise se'n va, rient sarcàsticament al nou "somni" de Rose. El públic es queda llavors amb una Rose el somni de la seva pròpia marquesina il·luminada lentament es desapareix als seus somnis irreals.
En la producció de 2003 protagonitzada per Bernadette Peters, l'escena final del diàleg es manté, però deixa el final obert a més interpretació del públic. Louise camina per la porta de l'escenari, amb Rose seguint enrere. Rose es torna a fer front al públic, una mirada de tristesa i un desig a la cara mentre fa una última mirada a la fase buida. Fa una pausa i tanca lentament la porta.
A la producció del West End 2015 protagonitzada per Imelda Staunton, Louise comença a sortir i Rose es posa al dia després de despertar-se a la realitat. Louise posa el braç al voltant de Rose mentre surten junts, donant-li l'aparença que Louise ara té cura de Rose.

## Cançons
| - "Overture" – Orchestra - "May We Entertain You?" – Baby June i Baby Louise - "Some People" – Rose - "Some People" (Reprise) – Rose - "Small World" – Rose i Herbie - "Baby June and Her Newsboys" – Baby June i Newsboys - "Mr. Goldstone, I Love You" – Rose, Herbie, Ensemble - "Little Lamb" – Louise - "You'll Never Get Away From Me" – Rose i Herbie - "Dainty June and Her Farmboys" – June i Farmboys - "Broadway" – June i Farmboys - "If Momma Was Married" – June i Louise - "All I Need Is the Girl" – Tulsa - "Everything's Coming up Roses" – Rose | - "Entr'acte" - Orchestra - "Madame Rose's Toreadorables" – Louise, Rose i the Hollywood Blondes - "Together, Wherever We Go" - Rose, Herbie, i Louise - "You Gotta Get a Gimmick" – Mazeppa, Electra, i Tessie Tura - "Small World" (Reprise) – Rose - "Let Me Entertain You" – Louise - "Rose's Turn" – Rose |